# Carlos Rivera
Pour les articles homonymes, voir Rivera et Carlos Rivera (homonymie).
Carlos Rivera, né le 30 mai 1979 à Panama City, est un footballeur international panaméen. Il évolue actuellement dans le club panaméen du Sporting San Miguelito au poste de défenseur.

## Carrière

### En sélection nationale
Carlos Rivera fait ses débuts en équipe nationale du Panama le 7 avril 2004 contre le Honduras.
62 sélections et 2 buts avec le Panama depuis 2004.

## Statistiques détaillées

### Buts en sélection
| Buts en sélection de Carlos Rivera | Buts en sélection de Carlos Rivera | Buts en sélection de Carlos Rivera         | Buts en sélection de Carlos Rivera | Buts en sélection de Carlos Rivera | Buts en sélection de Carlos Rivera | Buts en sélection de Carlos Rivera |
|                                    | Date                               | Lieu                                       | Adversaire                         | Score                              | Résultat                           | Compétition                        |
| ---------------------------------- | ---------------------------------- | ------------------------------------------ | ---------------------------------- | ---------------------------------- | ---------------------------------- | ---------------------------------- |
| 1.                                 | 11 février 2007                    | Estadio Cuscatlán, San Salvador (Salvador) | Honduras                           | 1-1                                | 1-1                                | Coupe UNCAF 2007                   |
| 2.                                 | 8 juin 2007                        | Giants Stadium, New York (États-Unis)      | Honduras                           | 1-0                                | 3-2                                | Gold Cup 2007                      |

NB : Les scores sont affichés sans tenir compte du sens conventionnel en cas de match à l'extérieur (Panama-Adversaire)

## Palmarès

### En club
- Avec San Francisco FC :
  - Champion du Panama en 2006, 2008 (Apertura) et 2009 (Apertura).

- Avec Tauro FC :
  - Champion du Panama en 2007 (Apertura).

### En sélection
- Avec l'équipe du Panama :
  - Vainqueur de la Coupe UNCAF en 2009.
  - Finaliste de la Coupe UNCAF en 2007.